# Pinacia pulverea
Pinacia pulverea är en fjärilsart som beskrevs av George Francis Hampson. Pinacia pulverea ingår i släktet Pinacia och familjen nattflyn. Inga underarter finns listade i Catalogue of Life.